# ARA Chaco (1895)
El ARA Chaco fue un buque de vapor que sirvió como transporte en la Armada Argentina, cumpliendo un destacado servicio en apoyo de la exploración y colonización de la Patagonia Argentina.

## Historia
Hacia fines del siglo XIX, habida cuenta de la experiencia adquirida tras los sucesos que motivaron la Expedición Py, las operaciones de apoyo a las campañas al desierto y la conflictiva situación con Chile, el Ministerio de Guerra y Marina de la República Argentina afectó algunos pequeños transportes al servicio permanente entre la ciudad de Buenos Aires y la Patagonia Argentina, con escalas en Bahía Blanca y las colonias galesas del Chubut. Sin embargo la flotilla estaba compuesta de unidades lentas y de escaso porte: el transporte Piedrabuena (la cañonera Paraná) y la cañonera Uruguay, ambos viejos vapores de la llamada Escuadra Sarmiento, el ARA Ushuaia de 500 t, Azopardo (383 t), Santa Cruz y el vapor transporte Villarino que, con 1192 t de desplazamiento, era probablemente el más adecuado para la tarea.
A fines de 1894 el gobierno argentino adquirió en £ 47.000 a la compañía de Navegación Pinillo, Izquierdo y Cía. los vapores mercantes Cádiz y Barcelona, que se construían en los astilleros Charles Connell, de Glasgow, Inglaterra.
Con casco de acero con doble fondo, eran propulsados por una máquina alternativa de vapor de triple expansión con una potencia de 3500 HP que les permitían una velocidad de crucero de 9 nudos y máxima con media carga de 14.5 nudos. Llevaban dínamos Siemens Compound de 55 V y 110 A.
Sus carboneras tenían una capacidad de 712 t lo que les proporcionaba una autonomía de 10944 millas. 
Sus tripulaciones eran de 95 hombres.
Tenían una eslora de 119 m, manga de 14 m, puntal de 10 m, un calado de 7.80 m y un desplazamiento máximo de 8700 t con un tonelaje bruto de 4020 t y neto de 3224 t. 
Dificultades financieras y burocráticas demoraron la finalización de la construcción hasta junio de 1895.
Finalmente por decreto del 4 de noviembre de 1895 se aprobó la compra.
A fines de ese año se hicieron las pruebas de mar y máquinas, pero nuevas demoras en la contratación de la tripulación mercante inglesa que debía traerlo al país hicieron que nuevamente se demorara la entrega.
A comienzos de 1898 el Barcelona se encontraba en Génova, donde la Comisión Naval en Europa había recibido el buque. El capitán de fragata Onofre Betbeder, encargado de traerlo, salió de la ciudad de Buenos Aires el 4 de julio de 1898 a bordo del vapor Vittoria y el 29 de julio de 1898 asumía el mando del vapor, rebautizado Chaco, primer buque de la Armada Argentina con ese nombre, en homenaje al territorio de ese nombre a cuya ocupación la Armada había contribuido.
En el día zarpó para Gibraltar y previa escala en Vigo llegó a Glasgow, donde embarcó carbón y repuestos para la Armada. Recién arribara al puerto de a Punta Piedras el 24 de septiembre de 1898, previa escala en San Vicente.
Trasladado al puerto militar al mando del capitán de fragata Juan M. Noguera para su descarga, al mando del teniente de navío Hortensio Thwaites regresó a Buenos Aires en enero de 1899, remolcando al vapor mercante Vaca desde Punta Médanos.
Durante 1899, al mando sucesivo de los tenientes de navío Horacio Twaites y Enrique C. Thorne, viajó a Europa y efectuó cinco viajes a Ushuaia. En uno de ellos rescató a 24 náufragos de la barca mercante francesa Astree, en las proximidades de la Isla de los Estados.
En 1900 le fueron montados 2 cañones de 120 mm y al mando nuevamente de Twaites y Thorne efectuó cuatro nuevos viajes a Ushuaia. 
Al mando de los tenientes de navío Enrique C. Thorne y J.I. Peffabet efectuó en 1901 cinco viajes a Ushuaia, en uno de los cuales rescató cerca de Puerto Cook tres náufragos del buque inglés Glencaird. 
En 1902 le fueron retirados los cañones e intervino en las maniobras navales del año integrando como buque auxiliar la 1° División de Mar. 
Al mando del teniente de navío Ernesto Anabia traslado ovejas a las colonias del Chubut y viajó a Amberes y a Newcastle (Inglaterra), trayendo explosivos y carbón.
En mayo de 1903 tomó el mando el teniente de navío José D.Pereyra y viajó nuevamente a Europa para traer carbón de Cardiff, efectuando luego tres viajes a Ushuaia.
Al mando del teniente de navío Jorge Goulu (febrero de 1904) y Virgilio Moreno Vera (junio) realizó tres viajes a Ushuaia.
En marzo de 1905 asumió el comando del Chaco el teniente de navío Horacio Pereyra. Ese año efectuó dos viajes a Ushuaia y en octubre viajó a Boston para traer carbón y repatriar los restos de Carlos Calvo. 
Durante 1906 al mando del teniente de navío Protasio Lamas realizó tres viajes a Ushuaia y dos a la Base Naval Puerto Belgrano transportando carbón y carga general. 
En 1907 al mando de los tenientes de navío Eduardo Méndez (enero) y Federico Casado (noviembre) realizó cuatro viajes a Puerto Belgrano y dos a Ushuaia. 
Tras participar de las maniobras de 1908 como buque carbonero de la 1° División de la escuadra de mar, en mayo regresó a la carrera del sur.
Durante 1909 permaneció al mando de los tenientes de navío César S.Maranga y José Capanegra Naón.
El 4 de junio de 1909 zarpó rumbo a Inglaterra llevando las tripulaciones de las cañoneras Rosario y Paraná. Arribó a Londres el 6 de julio y permaneció allí hasta el 25 de abril de 1910 para su modernización, regresando entonces a Buenos Aires con escalas en Southampton y San Vicente.
Permaneció al mando de los tenientes de navío Francisco Lami, Carlos Miranda 1911, Guillermo Llosa, Arturo Cueto y Felipe Fliess (1912). En 1913, al mando del teniente de navío Pedro Gully pasó nuevamente a reparaciones, esta vez en la Argentina. En esta oportunidad, se lo dotó de una cámara frigorífica y alojamiento para 550 hombres armados.
Hasta fines de julio de 1914 permaneció al mando del teniente Gully, siendo entonces relevado por el capitán de fragata Manuel R. Trueba a cuyo mando viajó en agosto a los Estados Unidos llevando parte de la dotación del acorazado Rivadavia. 
Tras regresar en octubre, en diciembre al mando el teniente de navío Santiago Baibiene emprendió un nuevo viaje al norte, llevando parte de la dotación del acorazado Moreno, en construcción en Camden, Nueva Jersey. 
En marzo de 1915 tomó el mando el teniente de navío Manuel Caballero, realizando dos viajes a Boston y Filadelfia (mayo/junio y agosto/septiembre) en procura de carbón, y otro a Nueva York (fines de noviembre). 
En febrero de 1916 asumió el mando el teniente de navío Horacio Oyuela. En marzo viajó a Nueva York y Filadelfia, regresando al país con carbón y carga diversa el 19 de julio. 
En agosto realizó un nuevo viaje a Filadelfia, regresando a Puerto Belgrano el 18 de noviembre, y otro al finalizar el año para el transporte de carbón y munición para los acorazados.
En abril de 1917 viajó al Callao (Perú), llevando trigo y trayendo carbón y azúcar, con escalas en Chile.
En junio asumió el mando el teniente de navío Dalmiro Sáenz, pasando a reparaciones de importancia en casco y máquinas hasta que a fines de diciembre emprendió un nuevo viaje a los Estados Unidos en busca de carbón.
De regreso en febrero de 1918, entre mayo y junio efectúa un nuevo viaje a Boston, y al mando del teniente de navío Ernesto P. Morixe en noviembre emprende otro a Nueva York, con escalas en Puerto Rico y New Ports News. Al iniciarlo varó en la isla de Santa Cruz pudiendo zafar tras ser alijado y remolcado por el Guardia Nacional, continuando luego su viaje al norte, del que regreso trayendo carbón, azúcar y proyectiles para los acorazados.
En 1919 al mando del teniente de navío Tulio Guzmán viajó a Río de Janeiro con trigo (marzo) y a Boston (abril), con estadías en Norfolk e isla Barbados, llevando trigo y trayendo carbón y repuestos. 
En diciembre fue designado comandante el capitán de fragata Carlos Monetta, bajo cuya conducción efectuó en 1920 un viaje a Boston y dos a Ushuaia. 
En junio de ese año el capitán Monetta entrega el comando al capitán de fragata Alfredo Mayer.
Al mando de Mayer y del capitán de fragata Adolfo Garnaud (junio), durante 1921 realizó cuatro viajes a Ushuaia.
En 1922 permaneció en situación de desarme sin actividad naval. En 1923 fue transferido al Ministerio de Obras Públicas de la Nación para importar carbón destinado a los Ferrocarriles del Estado Argentino. 
A fines de ese año regresó a la órbita de la Armada y pasó a reparaciones generales en el Buenos Aires hasta 1924 cuando al mando del capitán de fragata Ismael Zurueta y con tripulación militar, fue nuevamente destinado al servicio de los Ferrocarriles del Estado trasladando carbón a Bahía Blanca y material ferroviario a puertos del litoral marítimo. 

### Pontón Faro Recalada
En 1925 pasó a desarme en Puerto Belgrano y el 13 de mayo se dispuso su radiación del servicio y venta, pasando hasta que se concretara a ser clasificado como Pontón N° 5, entregándose al servicio de Hidrografía Naval y trasladándose a los Talleres de Dársena Norte.
Allí se lo dotó mediante una inversión de $ 245000 de una luz apropiada y radio faro liberándose al servicio en febrero de 1926 para reemplazar al anterior Pontón Recalada del puerto de Buenos Aires.